# 1387 Kama
1387 Kama (1935 QD) là một tiểu hành tinh vành đai chính được phát hiện ngày 27 tháng 8 năm 1935 bởi P. Shajn ở Simeis.